# Paintla
Paintla es una localidad del estado mexicano de Guerrero. Es parte del municipio de Taxco de Alarcón.

## Toponimia
El nombre «Paintla» proviene de los términos en náhuatl: pain, corredor; tlan, lugar de abundancia. Su significado es «lugar de los corredores».

## Demografía
| Gráfica de evolución demográfica |
|                                  |

| Censo | Población |
| ----- | --------- |
| 1900  | 317       |
| 1910  | 498       |
| 1921  | 429       |
| 1930  | 610       |
| 1940  | 665       |
| 1950  | 763       |
| 1960  | 798       |
| 1970  | 901       |
| 1980  | 1 156     |
| 1990  | 1 397     |
| 2000  | 1 595     |
| 2010  | 1 695     |
| 2020  | 1 681     |